# Kainonychus akamai
Kainonychus akamai is een hooiwagen uit de familie Paranonychidae.